# Gentleman’s Relish

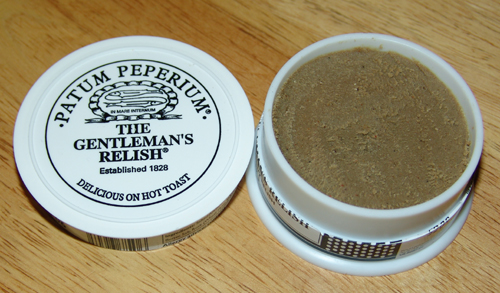
Eine geöffnete Dose Gentleman’s Relish

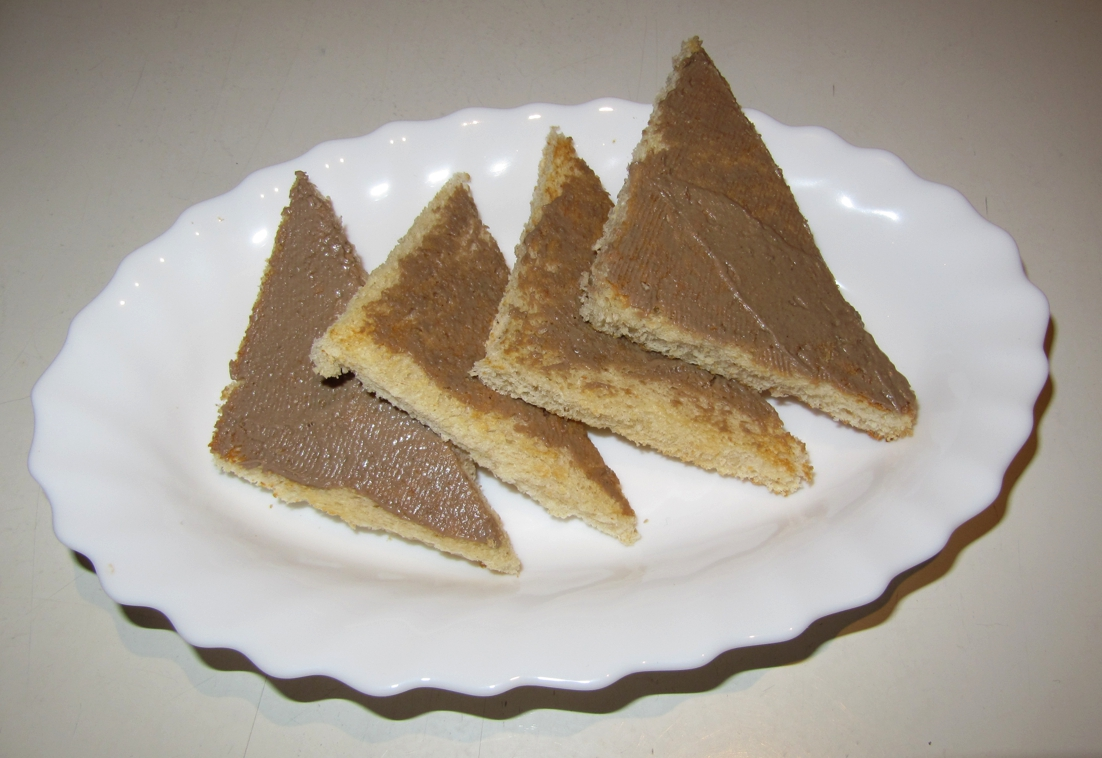
Sandwiches: Getoastetes Weißbrot bestrichen mit Gentleman’s Relish

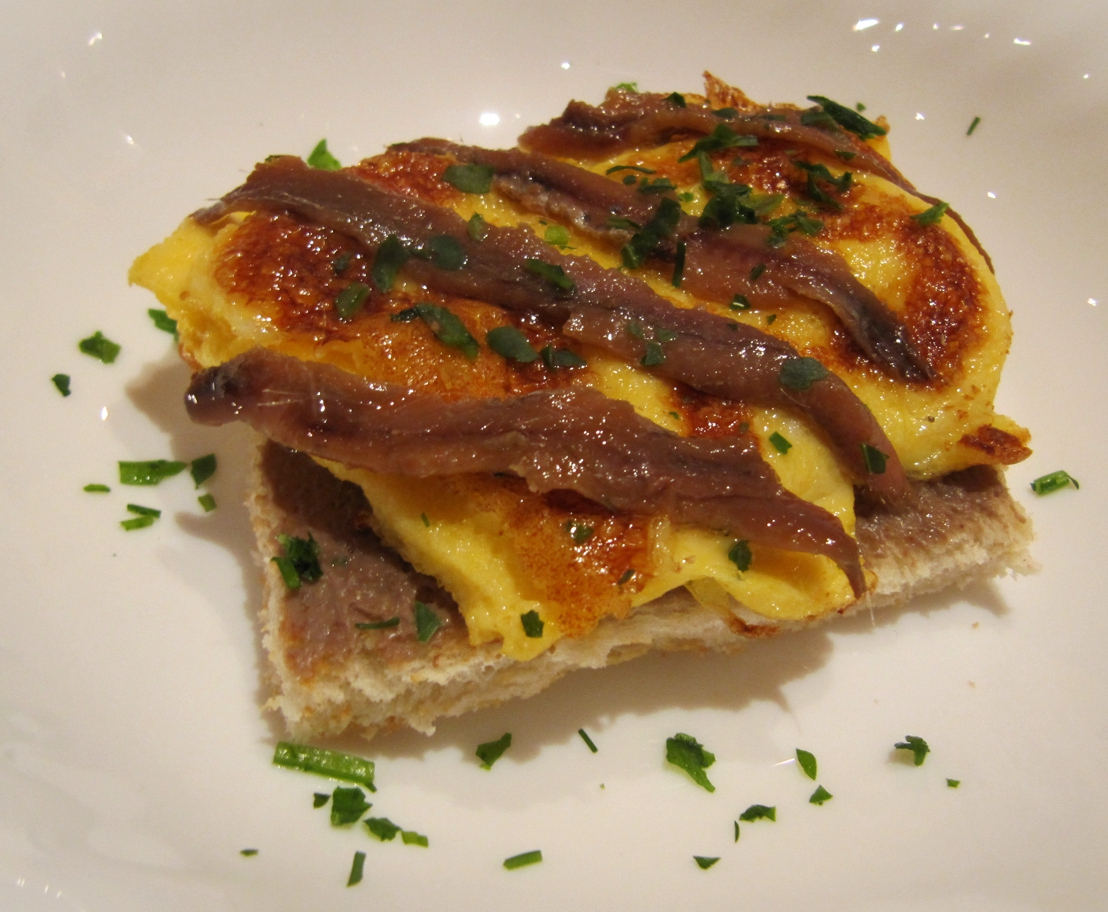
Scotch Woodcock, typisch angerichtet

Gentleman’s Relish [ˈdʒentəlmənz ˈrelɪʃ] (Anhörenⓘ), alternativ Lateinisch als Patum Peperium (Anhörenⓘ) bezeichnet, ist eine 1828 erfundene und seit 1860 kommerziell erhältliche Anchovipaste, die in der englischen Küche traditionell als Relish dünn auf randloses, getoastetes Weißbrot gestrichen, als Würzmittel für das Gericht Scotch woodcock oder zur Verfeinerung von Rühreimasse verwendet wird.

## Entstehung, Zusammensetzung und Geschichte
Die Paste wurde 1828 vom Engländer John Osborn in Paris entwickelt, der sie erstmals 1849 auf der dortigen Lebensmittelmesse vorstellte, erneut 1855 präsentierte und dann dafür mit einem Preis ausgezeichnet wurde (im Original „Citation Favorable“, auf Deutsch sinngemäß „bemerkenswertes Produkt“). Nach seiner Rückkehr 1860 vertrieb Osborn die Paste in Großbritannien als Patum Peperium (Lateinisch für „Pfefferpaste“), obgleich diese weder Pfeffer enthält noch pfeffrig schmeckt. Der Name hat sich als alternative Bezeichnung für das Produkt bis heute gehalten und ist auf dem Deckel der Verpackung mit abgedruckt. Gentleman’s Relish wurde umgehend zum festen Bestandteil der Küche im Viktorianischen Zeitalter.
Die sehr salzige Paste besteht aus mindestens 60 % gekochten und pürierten Anchovis, die ihr einen stark fischigen Geruch verleihen, verschiedenen Kräutern, Gewürzen und Butter; laut aufgedruckter Inhaltsangabe: Salted Anchovies (60%) (Anchovies, Salt), Butter, Salt, Rusk (Wheat Flour, Salt), Herbs, Spices. Die genaue Rezeptur gilt als Firmengeheimnis.
Bis 1949 gehörte Gentleman’s Relish zum Standardwürzmittel der Gastronomie im Britischen Parlament; ab den 1950er Jahren setzte dann ein Geschmackswandel ein und die Paste wurde dort nicht mehr für Zubereitungen verwendet. Das Relish ist noch heute Standardwürzmittel der Gentlemen’s Clubs an den Universitäten in Cambridge und Oxford für die Zubereitung von herzhaften Sandwiches.

## Verwendung
Die knappe Anweisung zur Verwendung auf dem Deckel der Dosen lautet seit 1860 unverändert: „Delicious on hot toast“ (auf Deutsch „Köstlich auf getoastetem Weißbrot“).
Daneben kann die Paste zu den zerschlagenen Eiern gegeben werden als würzende Zutat für Rührei. Ähnlich ist die Verwendung für das Gericht Scotch woodcock, das aus Rührei mit Petersilie auf geröstetem Toast besteht, das zuvor mit Gentleman’s Relish bestrichen wurde und auf das zusätzlich Anchovis gelegt werden.
Gentleman’s Relish eignet sich auch als würzende Zutat bei der Herstellung einer Farce, als Zugabe in die Pfanne beim Abbraten von Hackfleisch zur Hervorhebung des Fleischgeschmacks, zusammen mit Butter auf Jacket Potatos und auf Pizza als Anchovi-Ersatz. Manche britischen Kochbücher empfehlen, Steaks mit etwas Gentleman’s Relish zu bestreichen, ebenfalls zur Betonung des Rindfleischaromas.
Die Paste wird in Großbritannien auch auf Cracker gestrichen und als Knabberei gegessen.

## Hersteller und Varianten
Im Jahr 1971 wurde die Rezeptur von einem Nachkommen John Osbornes an den Lebensmittelhersteller Elsenham Quality Foods verkauft. Dieser entwickelte das Rezept weiter und bot zusätzlich zum traditionellen Gentleman’s Relish auch eine Mischung mit französischem Senf an.
Heute gehört die Marke zur 1879 gegründeten G. Costa & Co. Ltd., die ihrerseits Teil des Konzerns Associated British Foods Plc ist. Neben der Paste aus Anchovis existiert in ähnlicher Form eine Paste aus Lachs und eine aus Makrele desselben Herstellers.